# بيصرة بيضاء
البيصرة البيضاء (بالإنجليزية: White piedra أو tinea blanca)‏ هي عدوى فطرية تصيب الشعر سببها عدة أنواع من الفطريات من جنس شعرية الأبواغ.
يمتاز المرض بعقيدات ناعمة تتكون من خلايا الخميرة والغبيرات المفصلية التي تلتف حول جدل الشعر.

## العلاج
يتضمن العلاج حلاقة المناطق المصابة. كما يعد استعمال أحد المضادات الفطرية أسلوبا آخر في العلاج.